# Монтеспертоли
Монтеспѐртоли (на италиански: Montespertoli) е град и община в централна Италия, провинция Флоренция, регион Тоскана. Разположен е на 257 m надморска височина. Населението на града е 13 452 души (към 31 декември 2010 г.).